# 비사기나스시

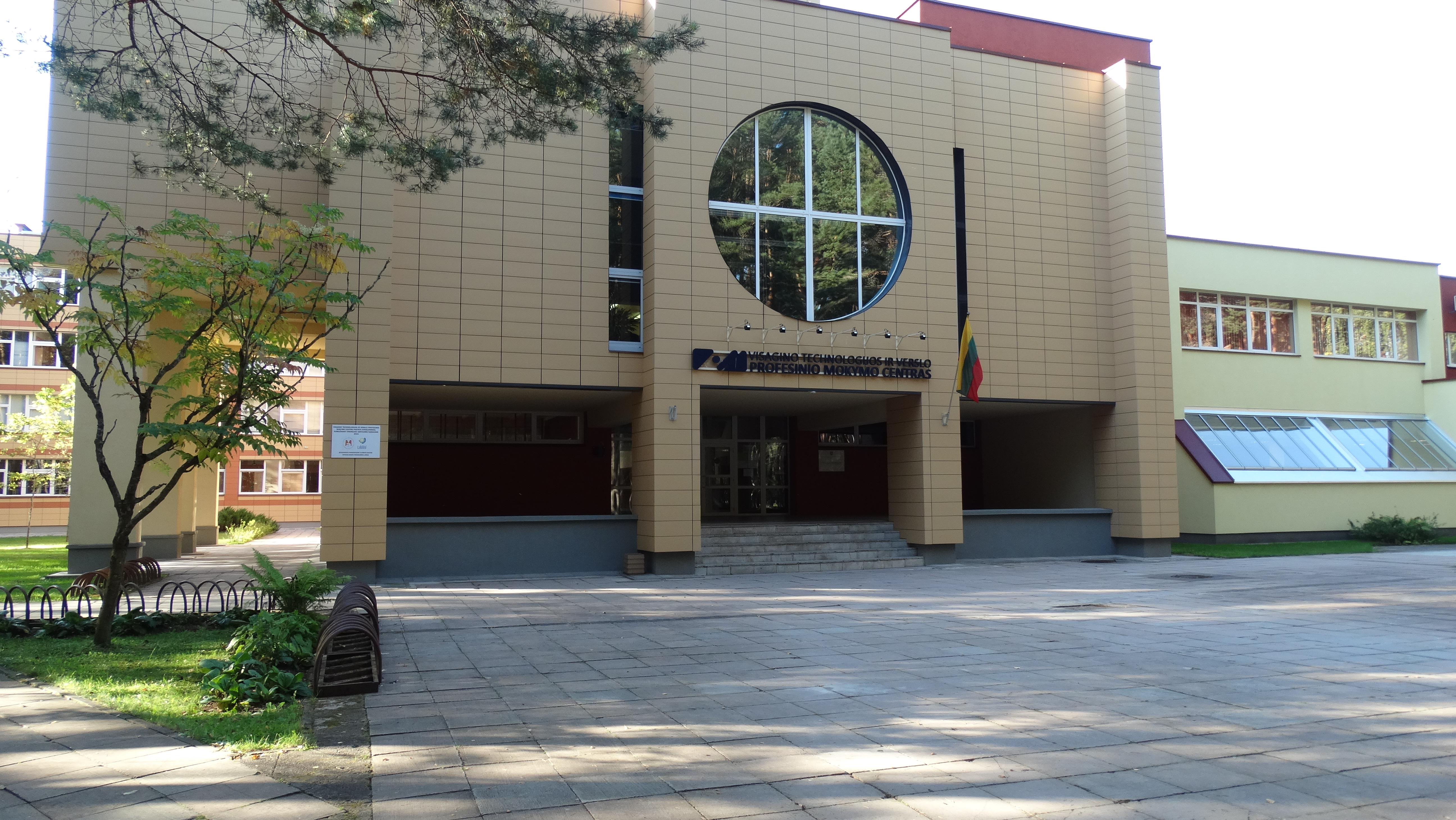
비사기나스 직업 훈련 센터

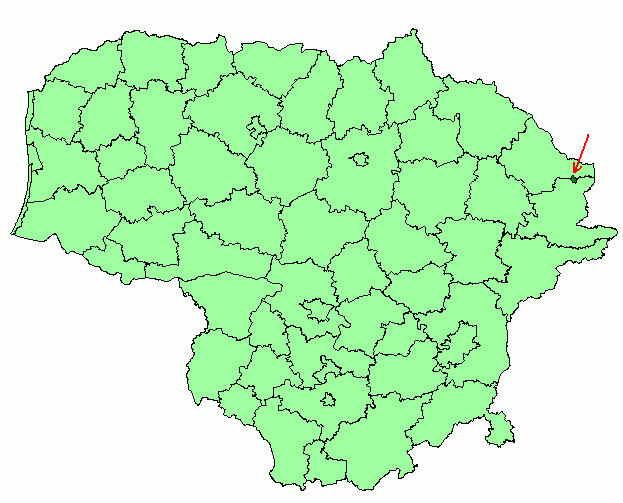
비사기나스시의 위치

비사기나스시(리투아니아어: Visagino savivaldybė)는 리투아니아 우테나주를 구성하는 6개 지방 자치체 가운데 하나로 행정 중심지는 비사기나스이며 면적은 58km2, 인구는 20,249명(2015년 기준), 인구 밀도는 349.1명/km2이다. 18개 정착촌(1개 시, 17개 마을, 1개 농장)을 관할한다. 우테나주 자라사이구, 이그날리나구와 접한다. 1994년 7월 19일에 신설되었으며 2003년 1월 1일을 기해 이그날리나구에 소속되어 있던 일부 마을이 비사기나스구에 편입되었다.

지방 자치체기
지방 자치체 문장